# Suslic elegant
El suslic elegant (Urocitellus elegans) és una espècie de rosegador esciüromorf de la família dels esciúrids. És endèmic del nord-oest dels Estats Units.

## Hàbitat i comportament
Se'l troba en vessants de muntanya amb bon drenatge, coberts per prats secs o estepa arbustiva, especialment artemisa; principalment en vessants amb sòls sorrencs solts, apte per a cavar caus; prats de muntanya, talussos.
Les cries neixen en un niu subterrani. L'aparellament es produeix poc després de sortir de la hibernació. La gestació dura probablement entre 22 i 23 dies. Les femelles produeixen una ventrada per any d'entre 1 i 11 cries (generalment 6 o 7). A les grans colònies, l'abast dels caus pot ser tan petit com 25-50 iardes de diàmetre. Pot albergar puces que transmeten la pesta bubònica. Els depredadors inclouen coyotes, teixons i falcons.
S'alimenta de llavors, flors, tiges, fulles, arrels de pastures, herbes i arbustos. Serà també s'alimenten d'insectes, sobretot a la fi de l'estiu. A vegades menja carronya. Sorgeix de la hibernació en el començament de la primavera. Actiu durant la primavera i l'estiu, però es fa latent de nou en algun moment entre la fi de juliol i el principi de setembre.